# George Edward Moore
George Edward Moore OM (London, 1873. november 4. – Cambridge,1958. október 24.) angol filozófus, az analitikus filozófiai iskola megteremtője.

## Élete
Bertrand Russell tanítványa volt, később barátjává, vitapartnerévé vált.
A Bloomsbury-kör szellemi vezéreként nagy hatást gyakorolt John Maynard Keynes közgazdászra, Virginia Woolfra és E. M. Forster íróra.
Fő műve a Principia Ethica 1903, amely a brit filozófia századvégi hagyományaival fordult szembe.

## Filozófiája
Nézeteinek helyességét ugyan sokan vitatják, de eredeti gondolkodásmódjával Bertrand Russell és Ludwig Wittgenstein között jelentős helyet foglal el a filozófiatörténetben.

## Magyarul megjelent művei
- A józan ész védelmében és más tanulmányok (Magyar Helikon, 1981) Fordította: Vámosi Pál. ISBN 963 207 904 3
- Részlet a Principia Ethica-ból, in: Tények és értékek. A modern angolszász etika irodalmából (Gondolat, 1981) ISBN 963 280 741 3

## Monográfiák róla
- Kelemen János: George Edward Moore (Kossuth, 1997) („A polgári filozófia a XX. században”-sorozat) ISBN 963 09 2431 5

## Külső hivatkozások
- Moore etikája PDF – Magyar Filozófiai Szemle, 2014/3. szám